# BMW Sauber F1.08
El BMW Sauber F1.08 fue el monoplaza con el que BMW compitió en la temporada 2008 de Fórmula 1. El chasis, presentado el 16 de enero en Múnich (Alemania), fue el mejor que había diseñado la escudería alemana en su corta experiencia en la F1, puesto que con él obtuvo su primera [pole position], su primera victoria y su primer doblete.

## Historia

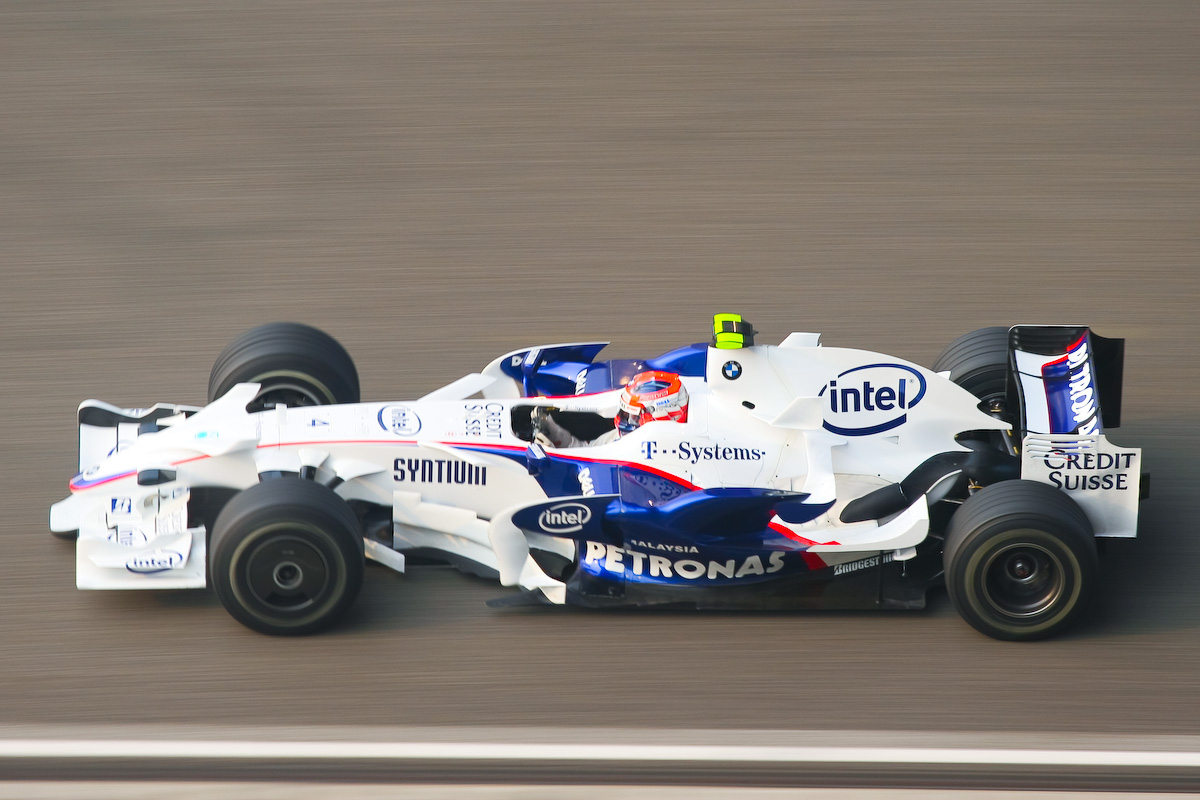
Robert Kubica con su F1.08 durante el Gran Premio de China.

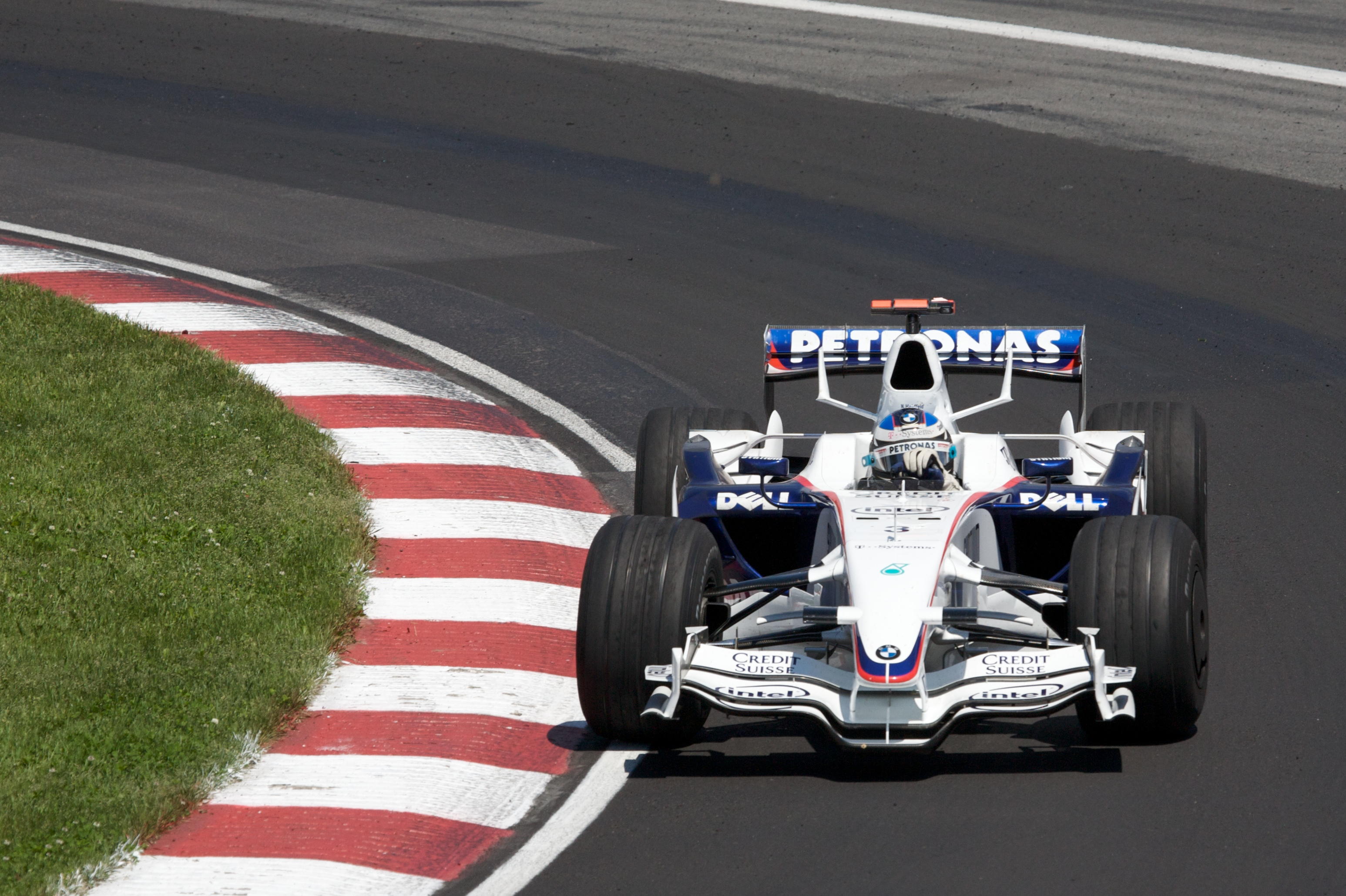
Nick Heidfeld en el Gran Premio de Canadá.

El F1.08 tuvo un impresionante debut en el Gran Premio de Australia, en el que Robert Kubica estuvo a punto de conseguir la pole position y Nick Heidfeld finalizó segundo en carrera. Tras otro podio en Malasia, en Baréin llegó la primera pole de BMW Sauber gracias a Kubica. Aquel día, el piloto polaco fue tercero y Heidfeld cuarto, y el equipo se colocó líder del mundial de constructores. Tras otros buenos resultados, especialmente de Robert, BMW celebró una carrera de ensueño en Canadá. Kubica se llevó la victoria y Nick fue segundo. A partir de ahí, sin embargo, la escudería alemana no pudo seguir su gran racha y su rendimiento cayó enteros, de modo que ya no podía plantar cara al F2008 y al MP4-23 en condiciones normales, además de verse alcanzado por rivales como el R28 de Fernando Alonso. A pesar de eso, tanto BMW como Robert tuvieron opciones hasta el final de conquistar los títulos de constructores y pilotos, respectivamente. En definitiva, fue un gran año para BMW, basado en la constancia y la fiabilidad.

## Resultados

### Fórmula 1
(Clave) (negrita indica pole position) (cursiva indica vuelta rápida)

| Año  | Motor        | Neu. | N.º | Pilotos       | 1   | 2   | 3   | 4   | 5   | 6   | 7   | 8   | 9   | 10  | 11  | 12  | 13  | 14  | 15  | 16  | 17  | 18  | Puntos | Pos. |
| ---- | ------------ | ---- | --- | ------------- | --- | --- | --- | --- | --- | --- | --- | --- | --- | --- | --- | --- | --- | --- | --- | --- | --- | --- | ------ | ---- |
| 2008 | P86/8 2.4 V8 | B    |     |               | AUS | MYS | BHR | ESP | TUR | MON | CAN | FRA | GBR | GER | HUN | EUR | BEL | ITA | SIN | JPN | CHN | BRA | 135    | 3.º  |
| 2008 | P86/8 2.4 V8 | B    | 3   | Nick Heidfeld | 2   | 6   | 4   | 9   | 5   | 14  | 2   | 13  | 2   | 4   | 10  | 9   | 2   | 5   | 6   | 9   | 5   | 10  | 135    | 3.º  |
| 2008 | P86/8 2.4 V8 | B    | 4   | Robert Kubica | Ret | 2   | 3   | 4   | 4   | 2   | 1   | 5   | Ret | 7   | 8   | 3   | 6   | 3   | 11  | 2   | 6   | 11  | 135    | 3.º  |